# Alexandru M. Calin
Alexandru Calin (Bucarest, Romania, 1980) és un guionista i traductor romanès. Va estudiar llengües i literatures romàniques a la facultat de Lletres de Bucarest, on es va llicenciar l'any 2003, amb una tesi titulada Vocalisme històric que comparava el català amb el romanès i que va ser escrita i presentada en català. El mateix any va obtenir el certificat de nivell elemental de català.
Des de 2002, ha treballat com a guionista per a diverses televisions i agències publicitàries de Romania. El 2004, va escriure, produir i presentar un programa televisiu d'entreteniment, centrat en assumptes lingüístics més aviat insòlits, com ara l'argot, o la relació del romanès amb les llengües regionals de Romania. Va dedicar una edició del programa a la llengua catalana i les seves similituds lèxiques amb el romanès. El 2010, va finalitzar la versió romanesa de L'últim patriarca, la novel·la de Najat El Hachmi, guanyadora del Premi Ramon Llull el 2009, publicat per l'editorial Curtea Veche de Bucarest, i la traducció al romanès de Maletes perdudes, la novel·la de Jordi Puntí.